# Wolfgang Sykorra
Wolfgang Felix Sykorra (* 1945) ist ein deutscher Romanist, Anglist und Sachbuchautor.

## Leben
Sykorra wuchs in einem Essen-Bergeborbecker Industriegebiet auf, wo er von 1951 bis 1955 die Bergmühlenschule besuchte. Danach besuchte er ab 1955 das Gymnasium Borbeck, das Wilhelm-Gymnasium Braunschweig und wieder das Gymnasium Borbeck, an dem er 1964 sein Abitur bestand.
Anschließend studierte er Romanistik und Anglistik an der Rheinischen Friedrich-Wilhelms-Universität Bonn und an der Université de Dijon in Frankreich. Nach seinem Ersten Staatsexamen begann er die Arbeit an einer Dissertation, die ihn zu Forschungsaufenthalten nach Paris und London führte.  Im Jahr 1972 wurde er an der Philosophischen Fakultät der Universität Bonn mit einer Studie über Friedrich Diez´ Etymologisches Wörterbuch der romanischen Sprachen und seine Quellen zum Dr. phil. promoviert. 1974 legte er sein Zweites Staatsexamen ab und trat dann in den Schuldienst ein. Bis 1987 war er an mehreren Gymnasien des Ruhrgebiets tätig, bevor er bis zu seiner Pensionierung 2006 Direktor des Gymnasiums Borbeck war.
Neben seiner beruflichen Tätigkeit am Gymnasium war er in unterschiedlichen Funktionen an Schule, Universität und Bezirksregierung auch von 1980 bis 1998 als SPD-Ortsverbandsvorsitzender im Essener Stadtteil Schönebeck tätig. Der Schutz der Umwelt in der industriell besonders belasteten Nordhälfte des Ruhrgebiets war für ihn stets eine wichtige Aufgabe. So engagierte er sich auch für den Erhalt des heutigen Naturschutzgebietes Winkhauser Tal. Für seine Verdienste um die Umwelt wurde er deshalb mit einem Preis ausgezeichnet. Darüber hinaus bekämpfte er bei öffentlichen Auftritten jede Form von Gewalt und Ausgrenzung. Außerdem war ihm immer die schulische und gesellschaftliche Integration von Menschen mit Behinderungen ein Anliegen.
Sykorra veröffentlicht Werke und Beiträge zur Sprach- und Literaturwissenschaft sowie zur Sozial- und Regionalgeschichte des Ruhrgebiets. Sein 2013 herausgegebenes Buch Von der Penne in die Welt, in dem er Schülerporträts des Gymnasiums Borbeck verschiedener Epochen schildert, auch in der Zeit des Nationalsozialismus, wurde 2014 in die Yad-Vashem-Bibliothek der Gedenkstätte der Märtyrer und Helden des Staates Israel im Holocaust in Jerusalem aufgenommen.

## Publikationen (Auswahl)
- Friedrich Diez' Etymologisches Wörterbuch der romanischen Sprachen und seine Quellen. [zgl. Diss.] Romanisches Seminar der Universität Bonn, 1973.
- mit anderen: europaLyrik 1775 – heute. Gedichte und Interpretationen. Hrsg. von Klaus Lindemann. Verlag Ferdinand Schöningh, Paderborn, München, Wien, Zürich 1982. ISBN 3-506-75045-3
- mit Wolfgang Hillen: Bibliographie der literarischen Textausgaben für den Französischunterricht der Sekundarstufe II. Romanistischer Verlag, Bonn 1985. ISBN 978-3-924-88802-2
- mit anderen: Gymnasium Borbeck 1905 – 1995. Chronik einer Schule im 20. Jahrhundert. Essen 1995.
- mit anderen: Vom Kohlenpott zur Metropole Ruhr. Hrsg. von Rainer Henselowsky, Edition Rainruhr, Essen 2007 ISBN 978-3-981-15980-6
- Der Essener Borbecker Bürger- und Verkehrsverein e. V. zwischen Stadt- und Schulentwicklung. Bürgerschaftliches Engagement im Ruhrgebiet. Essen 2009.
- mit Andreas Koerner: Man war nie fremd. Die Essener Bergbaukolonie Schönebeck und ihr Stadtteil. Edition Rainruhr, Essen 2009. ISBN 978-3-981-15989-9
- mit Dietmar Klinke: Evangelische Inklusive Zukunftsschule der Sekundarstufen I und II in Essen. Schulprogrammatische Überlegungen. Kirchenkreis Essen, Schulreferat, Essen 2010.
- Borbecker Halblang. Ein Schulprojekt der Kulturhauptstadt Europas „Ruhr.2010“. Edition Rainruhr, Essen 2011. ISBN 978-3-941676-07-7
- Von der Penne in die Welt. Borbecker Porträts. Edition Rainruhr, Essen 2013. ISBN 978-3-941-67617-6
- mit Dietmar Klinke: Evangelische Inklusive Zukunftsschule Essen. Ein Schulgründungsprojekt im Spiegel der Presse. Kirchenkreis Essen, Schulreferat, Essen 2014.
- Von den Talmulden zum Regionalen Grünzug B, in: Essener Beiträge. Beiträge zur Geschichte von Stadt und Stift Essen 128 (2015), S. 261–296. ISBN 978-3-8375-1347-9